# Ernest Monfeuillart
Ernest Auguste Montfeuillard est un homme politique français né le 9 mai 1853 à Selles (Marne) et décédé le 30 novembre 1934 à Paris

## Biographie
Agriculteur et fils d'agriculteurs, il fait ses études au lycée de Reims. Il est élu maire de Selles et conseiller général du canton de Beine-Nauroy en 1886. Il parcourt sa circonscription pour des conférences où il présente les méthodes modernes d'agriculture, fait l'éloge de la culture du blé.  En 1887, avec le docteur Thomas il fonde l' Association agricole et viticole de la Marne. Conseiller général en 1890 et 1892, il fut aussi président du département. Député radical de la Marne de 1898 à 1906, sénateur de la Marne de 1906 à 1933, inscrit au groupe de la Gauche démocratique. Il intervient peu à la Chambre, essentiellement sur les questions agricoles et douanières.

## Décorations
- Chevalier de la Légion d'honneur[1] Il est fait chevalier de la Légion d'honneur en 1933.

## Représentations
Pour le brocarder, il est souvent associé à la betterave sucrière ses relations et son électorat étaient très liés à cette production de sucre.

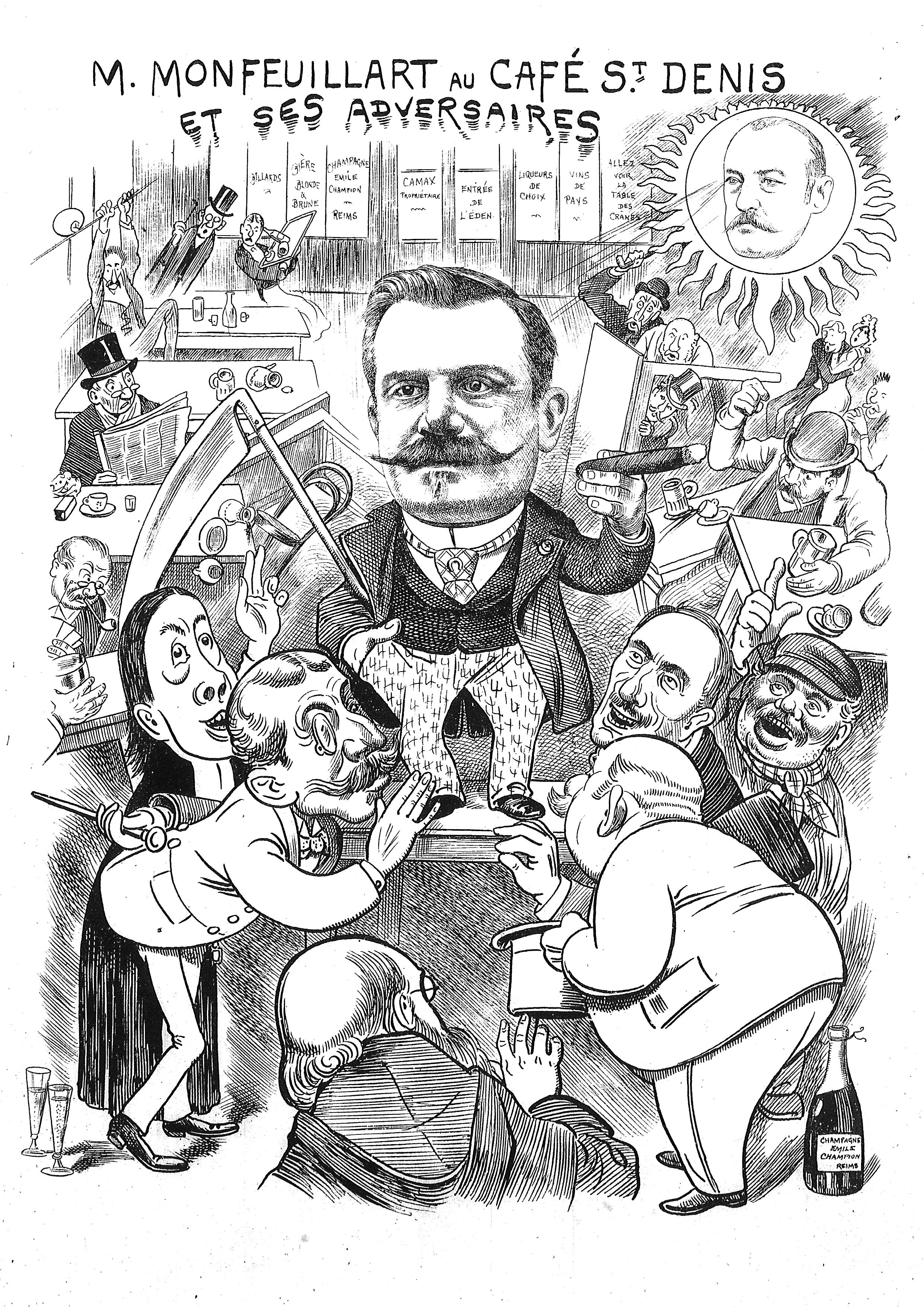
Et ses adversaires au café St-Denis,
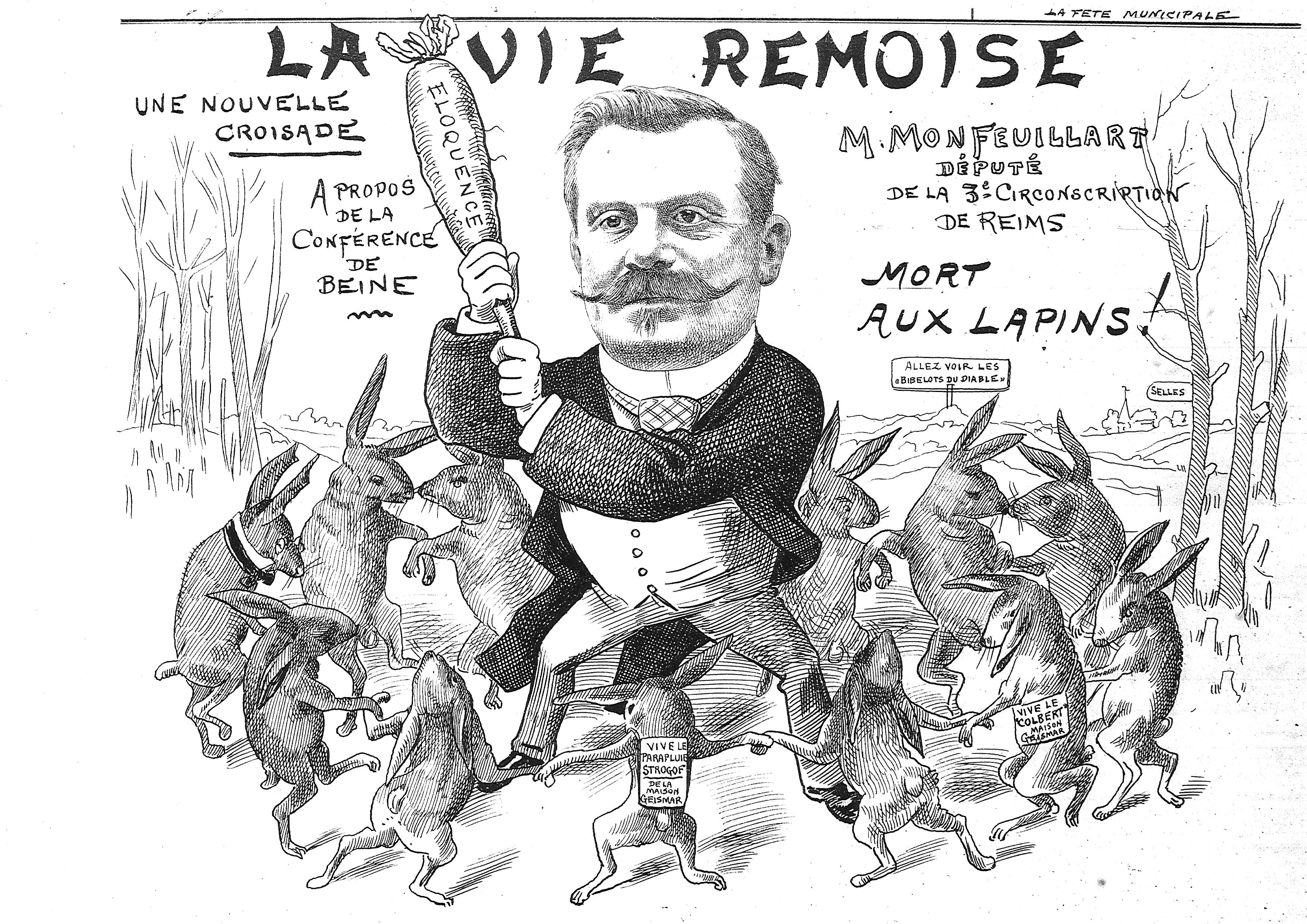
dans La vie rémoise,
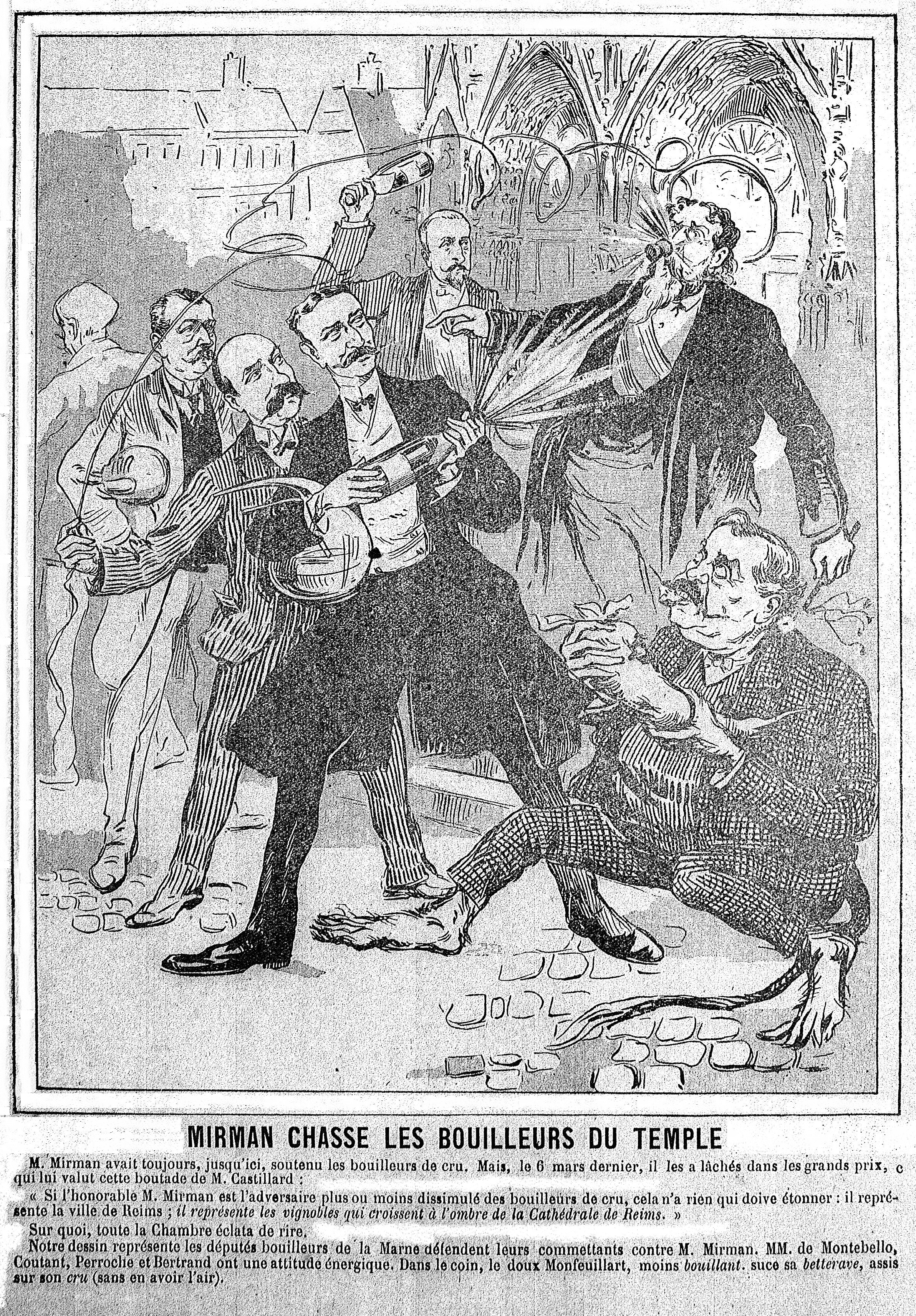
Devant la cathédrale, Montfeuillard est assis en compagne de Mirman et Montebello,
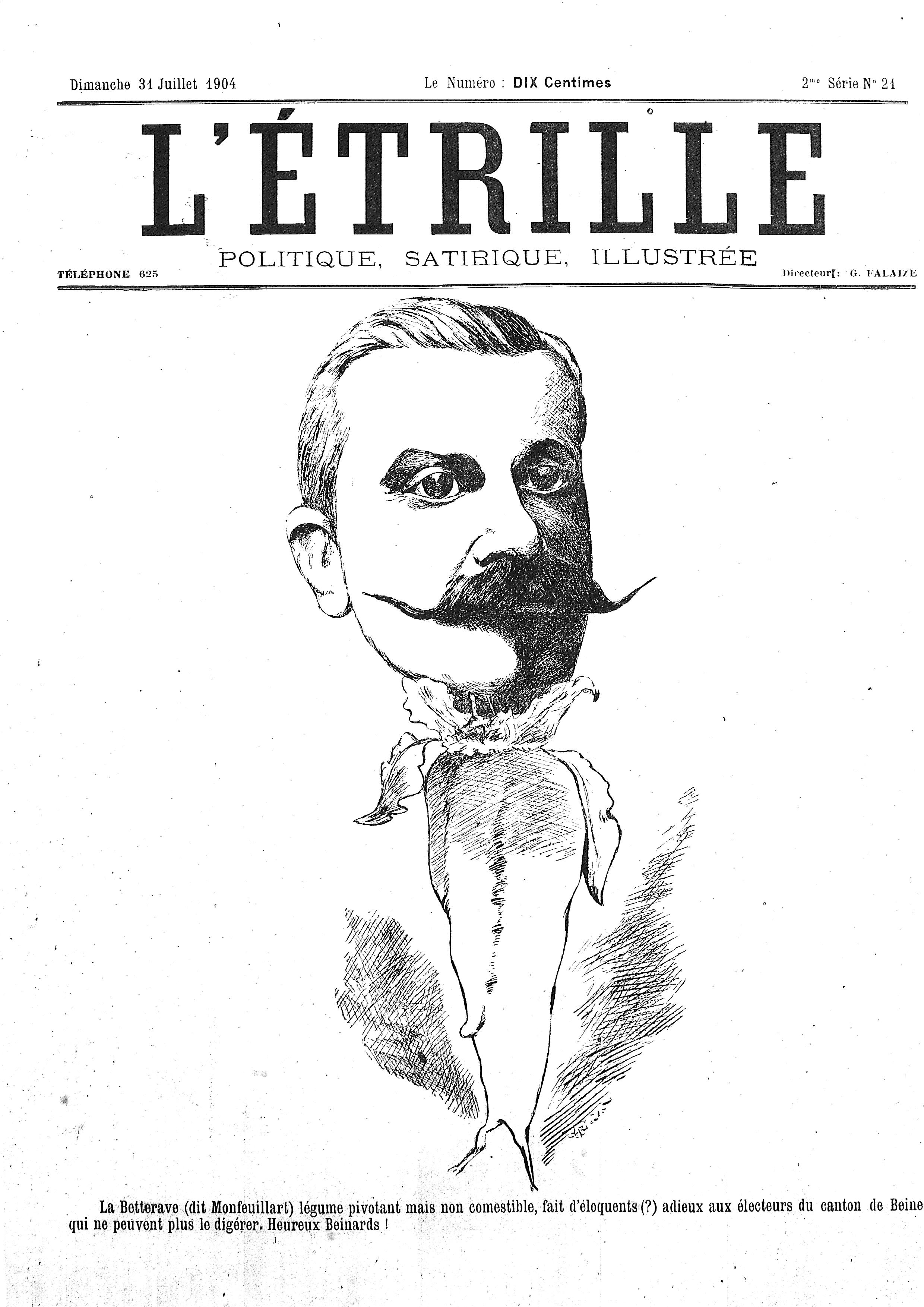
dans le journal l'Etrille.